# Космос-185
Космос-185 је један од преко 2400 совјетских вјештачких сателита лансираних у оквиру програма Космос.
Космос-185 је лансиран са космодрома Тјуратам, Бајконур, СССР, 27. октобра 1967. Ракета-носач Р-36 или РТ-2 (8К67, НАТО ознака SS-9 Scarp или 8К98, НАТО SS-13 Savage) са додатим степеном је поставила сателит у орбиту око планете Земље. 